# Dipartimento di Ahuachapán
Il dipartimento di Ahuachapán è uno dei 14 dipartimenti di El Salvador, istituito il 9 febbraio 1869. Si trova nella parte occidentale del paese.

## Comuni del dipartimento
- Ahuachapán (capoluogo)
- Apaneca
- Atiquizaya
- Concepción de Ataco
- El Refugio
- Guaymango
- Jujutla
- San Francisco Menéndez
- San Lorenzo
- San Pedro Puxtla
- Tacuba
- Turín